# Mandala
För andra betydelser, se Mandala (olika betydelser).

En modern, svartvit mandala

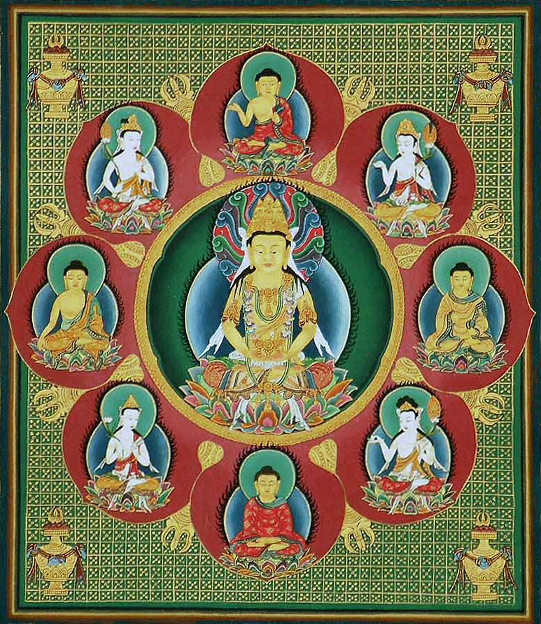
En buddhistisk mandala med buddhan Vairochana i mitten

En mandala (sanskrit: मण्डल, "cirkel") är en geometrisk bildform med ursprung från Indien inom religionerna hinduism och buddhism.

## Andlighet och psykologi
Mandalas utseende, funktion och mening varierar mycket. Mandalor är särskilt vanliga i Sydasien, Centralasien och Östasien. Innehållet i mandalan är vanligen hierarkiskt uppställt så att det viktigaste finns i mitten.
I tibetansk buddhism är det vanligt att offra en mandala som symboliserar universum till buddhor och bodhisattvor, i syfte att samla god karma. Det förekommer även mandalor som avser utgöra en symbolisk "levnadsstad" för gudar och/eller buddhor och i diverse meditationsmetoder används ibland en mandala för vägledande visualisering. Exempelvis förekommer visualisering av hela universum som en mandala i gudsyoga, en form av tantriskt övning inom tibetansk buddhism. Den fjortonde Dalai Lama, Tenzin Gyatso, har till exempel använt sig av en tantrisk mandala för att sprida ett budskap om fred i världen.
Diverse heliga platser eller ting kan refereras till såsom mandalor, såsom templet Borobudur, klostret Samye och det kinesiska berget Wutaishan.
Psykologen Carl Gustav Jung använde mandalor som en analytisk modell för vissa av sina psykologiska teorier. Att måla eller färglägga mandalor har på 2000-talet kommit att bli en populär avslappningsmetod i det stressade vardagslivet som en del av mindfulnesspraktik.

## Tibetansk sandmålning
Den speciella formen av tibetansk buddhistisk sandmålning är oftast gjord i form av en mandala. På tibetanska kallas de för dul-tson-kyil-Khor("Mandala av färgat pulver"). 
Mångfärgad sand formar där på ett stort, platt underlag en mandala. Konstruktionen tar flera dagar och mandalan förstörs strax efter att den slutförts, en metafor för alltings förgänglighet.